# Volta a Astúries
La Volta a Astúries (en castellà Vuelta a Asturias y en asturià Vuelta a Asturies) és una competició ciclista per etapes que es disputa a Astúries durant el mes de maig.
La primera edició tingué lloc el 1925, tot i que no serà fins al 1968 quan tindrà una continuïtat fins a l'actualitat. Des del 2005 la cursa forma part de l'UCI Europa Tour, en la categoria 2.1. El 2020 no es va disptuar per la pandèmia de COVID-19.
El primer vencedor de la cursa, el 1925, fou Segundo Barruetabeña. Sis ciclistes ostenten el rècord de victòries a la cursa, amb dues edicions: Ricardo Montero, Federico Bahamontes, Jesús Manzaneque, Faustino Rupérez, Juan Carlos Domínguez i Richard Carapaz.

## Llista de guanyadors
| Any                    | Vencedor                        | Segon                                 | Tercer                              |         |
| ---------------------- | ------------------------------- | ------------------------------------- | ----------------------------------- | ------- |
| 1925                   | Segundo Barruetabeña            | Victor Rojo                           | Manuel Castro                       |         |
| 1926                   | Ricardo Montero Hernández       | Muç Miquel                            | Manuel Castro                       |         |
| 1927                   | Muç Miquel                      | Ricardo Montero Hernández             | Marià Cañardo i Lacasta             |         |
| 1928                   | Ricardo Montero Hernández       | Marià Cañardo i Lacasta               | Joan Mateu Ribé                     |         |
| 1929-1946 No disputada |                                 |                                       |                                     |         |
| 1947                   | Emilio Rodríguez Barros         | Senén Blanco                          | Senén Mesa Fernández                |         |
| 1948-1949 No disputada |                                 |                                       |                                     |         |
| 1950                   | Miquel Gual Bauzà               | Senén Mesa Fernández                  | Andreu Trobat García                |         |
| 1951-1952 No disputada |                                 |                                       |                                     |         |
| 1953                   | Antoni Gelabert Amengual        | Pere Sant i Alentà                    | Vicenç Iturat Gil                   |         |
| 1954                   | Bernardo Ruiz i Navarrete       | Dalmacio Langarica Lizasoain          | Manuel Rodríguez Barros             |         |
| 1955                   | Federico Martín Bahamontes      | Francesc Alomar Florit                | Gabriel Company Bauzà               |         |
| 1956                   | Emilio Hernán Díaz Herrera      | Antonio Suárez Vázquez                | Andreu Trobat García                |         |
| 1957                   | Federico Martín Bahamontes      | René Marigil de Mingo                 | Antonio Suárez Vázquez              |         |
| 1958-1967 No disputada |                                 |                                       |                                     |         |
| 1968                   | Jesús Manzaneque Sánchez        | Luis Balagué                          | Enrique Sanchidrián                 |         |
| 1969                   | Andrés Oliva Sánchez            | Eufronio Enrique Sahagún Santos       | José Manuel Fuente Lavandera        |         |
| 1970                   | Antonio Martos Aguilar          | Francisco Javier Galdeano             | Antonio Menéndez González           |         |
| 1971                   | Eduard Castelló i Vilanova      | José Gómez del Moral                  | Juan Santiago Zurano Jerez          |         |
| 1972                   | Agustín Tamames Iglesias        | Jose Luis Viejo                       | José Grande Sánchez                 |         |
| 1973                   | Jesús Manzaneque Sánchez        | Josep Pesarrodona Altimira            | Pedro Torres Cruces                 |         |
| 1974                   | Juan Manuel Santisteban Lapeire | Agustín Tamames Iglesias              | José Martins Freitas                |         |
| 1975                   | Miguel María Lasa               | José Antonio González Linares         | Jesús Luis Ocaña Pernía             |         |
| 1976                   | Santiago Lazcano Labaca         | Jose Luis Viejo                       | Domingo Perurena Telletxea          |         |
| 1977                   | Vicente López Carril            | José Nazábal Mimendia                 | Klaus-Peter Thaler                  |         |
| 1978                   | Enrique Martínez Heredia        | Bernardo Alfonsel López               | José Enrique Cima Prado             |         |
| 1979                   | Alberto Fernández Blanco        | Faustino Fernández Ovies              | Ángel Arroyo Lanchas                |         |
| 1980                   | Faustino Rupérez Rincón         | Ángel Arroyo Lanchas                  | Joan Pujol Pagès                    |         |
| 1981                   | Ángel Arroyo Lanchas            | Eduardo Chozas Olmo                   | Pedro Muñoz                         |         |
| 1982                   | Jeronimo Ibáñez Escribano       | Faustino Rupérez Rincón               | Álvaro Pino Couñago                 |         |
| 1983                   | Pedro Muñoz                     | Álvaro Pino Couñago                   | Faustino Rupérez Rincón             |         |
| 1984                   | Faustino Rupérez Rincón         | Alberto Fernández Blanco              | Jesús Ignacio Ibáñez Loyo           |         |
| 1985                   | Jesús Blanco Villar             | Raimund Dietzen                       | Ángel Camarillo Llorens             |         |
| 1986                   | Jesús Rodríguez Magro           | Vicent Belda i Vicedo                 | Guillermo Arenas                    |         |
| 1987                   | Iñaki Gastón Crespo             | Julián Gorospe Artabe                 | Anselmo Fuerte Abelenda             |         |
| 1988                   | Rolf Gölz                       | Federico Etxabe Musatadi              | Jaanus Kuum                         |         |
| 1989                   | Gert-Jan Theunisse              | Jaanus Kuum                           | Álvaro Pino Couñago                 |         |
| 1990                   | Raúl Alcalá Gallegos            | Miguel Indurain Larraya               | Javier Murguialday Chasco           |         |
| 1991                   | Piotr Ugriúmov                  | Jesús Rodríguez Magro                 | Erik Breukink                       |         |
| 1992                   | Alex Zülle                      | Tony Rominger                         | Jesús Montoya Alarcón               |         |
| 1993                   | Erik Breukink                   | Peter Meinert Nielsen                 | Pedro Delgado                       |         |
| 1994                   | Abraham Olano Manzano           | Pedro Delgado                         | Félix García Casas                  |         |
| 1995                   | Beat Zberg                      | Íñigo Cuesta López de Castro          | Miguel Indurain Larraya             |         |
| 1996                   | Miguel Indurain Larraya         | Fernando Escartín Coti                | Marcelino García Alonso             |         |
| 1997                   | Manuel Fernández Ginés          | Abraham Olano Manzano                 | Fernando Escartín Coti              |         |
| 1998                   | Laurent Jalabert                | José María Jiménez Sastre             | Santiago Blanco Gil                 |         |
| 1999                   | Juan Carlos Domínguez Domínguez | Roberto Laiseka Jaio                  | Fernando Escartín Coti              |         |
| 2000                   | Joseba Beloki Dorronsoro        | Alberto López de Munain Ruiz de Gauna | Igor González de Galdeano Aranzábal |         |
| 2001                   | Juan Carlos Domínguez Domínguez | Joan Horrach i Ripoll                 | Alex Zülle                          |         |
| 2002                   | Leonardo Piepoli                | David Bernabeu Armengol               | Joseba Beloki Dorronsoro            |         |
| 2003                   | Fabian Jeker                    | Juan Miguel Mercado Martín            | Hernán Buenahora Gutiérrez          |         |
| 2004                   | Iban Mayo Díez                  | Félix Rafael Cárdenas Ravalo          | Haimar Zubeldia Agirre              |         |
| 2005                   | Adolfo García Quesada           | Samuel Sánchez González               | Giampaolo Cheula                    |         |
| 2006                   | Óscar Sevilla Rivera            | Eladio Jiménez Sánchez                | Luca Mazzanti                       |         |
| 2007                   | Koldo Gil Pérez                 | Alberto Fernández de la Puebla        | John-Lee Augustyn                   |         |
| 2008                   | Ángel Vicioso Arcos             | Xavier Tondo i Volpini                | Bruno Pires                         |         |
| 2009                   | Francisco Mancebo Pérez         | Tiago Machado                         | Javier Moreno Bazán                 |         |
| 2010                   | Fabio Duarte Arévalo            | Beñat Intxausti Elorriaga             | Ezequiel Mosquera Míguez            |         |
| 2011                   | Javier Moreno Bazán             | Sérgio Sousa                          | Hernâni Brôco                       |         |
| 2012                   | Beñat Intxausti Elorriaga       | David de la Cruz Melgarejo            | Rémy di Grégorio                    |         |
| 2013                   | Amets Txurruka Ansola           | Mikel Landa Meana                     | Javier Moreno Bazán                 |         |
| 2014 No disputada      |                                 |                                       |                                     |         |
| 2015                   | Igor Antón Hernández            | Amets Txurruka Ansola                 | Jesús Herrada López                 |         |
| 2016                   | Hugh Carthy                     | Sergio Pardilla Bellón                | Daniel Moreno Fernández             |         |
| 2017                   | Nairo Quintana Rojas            | Óscar Sevilla Rivera                  | João Benta                          |         |
| 2018                   | Richard Carapaz Montenegro      | Jonathan Caicedo Cepeda               | Ricardo Mestre Correira             |         |
| 2019                   | Richard Carapaz Montenegro      | Krists Neilands                       | Aleksandr Vlàssov                   |         |
| 2020                   | suspesa                         | suspesa                               | suspesa                             | suspesa |
| 2021                   | Nairo Quintana Rojas            | Antonio Pedrero López                 | Pierre Latour                       |         |
| 2022                   | Iván Ramiro Sosa Cuervo         | Lorenzo Fortunato                     | Nicolas Edet                        |         |
| 2023                   | Lorenzo Fortunato               | Einer Rubio                           | Iván Ramiro Sosa Cuervo             |         |
| 2024                   | Isaac del Toro                  | Rafał Majka                           | Eric Fagúndez                       |         |
| 2025                   |                                 |                                       |                                     |         |